# Моя Батьківщина
«Моя Батьківщина» (чеськ. Má vlast) — цикл із шести симфонічних поем чеського композитора Бедржіха Сметани. Цикл був створений у 1874―1879 роках. До нього увійшли поеми «Вишеград» (чеськ. Vyšehrad), «Влтава» (чеськ. Vltava, відома також під німецькою назвою Moldau), «Шарка» (чеськ. Šárka), «У чеських луках і лісах» (чеськ. Z českých luhů a hájů), «Табор» (чеськ.Tábor) та «Бланік» (чеськ. Blaník). Кожна з поем — самостійний художній твір, але образно і тематично вони поєднані та створюють єдине ціле. Композитор прагнув показати багатостороннє життя Чехії — її минуле, сучасне і майбутнє, її легенди. історію і побут.
Поеми з циклу «Моя Батьківщина» композитор написав після того, як втратив слух в 1874 році, усамітнившись недалеко від Праги у селищі Ябкеніце у лісовій сторожці свого зятя-єгеря. Прем'єра циклу «Моя Батьківщина» відбулася 5 листопада 1882 року у Празі під орудою відомого диригента Адольфа Чеха.

## Структура

Афіша прем'єри циклу «Моя Батьківщина» (Прага, 1882)

## Структура[2]

### «Вишеград» (1874)
Композитор працював над поемою з кінця вересня по 18 листопада 1874 року.
Прем'єра відбулася 4 березня 1875 року в Празі під орудою капельмейстера оперного театру Людвика Сланського.
Склад оркестру: 2 флейти, флейта-пікколо, 2 гобої, 2 кларнети, 2 фаготи, 4 валторни, 2 труби, 3 тромбони, туба, литаври, трикутник, тарілки, 2 арфи, струнні.

### «Влтава» (1874)
Композитор працював над поемою з 20 листопада по 8 грудня 1874 року.
Прем'єра — 4 квітня 1875 року в Празі під орудою відомого диригента Адольфа Чеха.
Склад оркестру: 2 флейти, флейта-пікколо, 2 гобої, 2 кларнети, 2 фаготи, 4 валторни, 2 труби, 3 тромбони, туба, литаври, трикутник, тарілки, великий барабан, арфа, струнні.

### «Шарка» (1875)
Роботу над поемою композитор закінчив 20 лютого 1875 року.
Прем'єра — 17 березня 1877 року в Празі під орудою відомого диригента Адольфа Чеха.
Склад оркестру: 2 флейти, флейта-пікколо, 2 гобої, 2 кларнети, 2 фаготи, 4 валторни, 2 труби, 3 тромбони, туба, литаври, трикутник, тарілки, струнні.

### «У чеських луках і лісах» (1875)
Робота над поемою була закінчена 18 листопада 1875 року.
Прем'єра — 10 грудня 1876 року в Празі під орудою відомого диригента Адольфа Чеха.
Склад оркестру: 2 флейти, флейта-пікколо, 2 гобої, 2 кларнети, 2 фаготи, 4 валторни, 2 труби, 3 тромбони, туба, литаври, трикутник, тарілки, струнні.

### «Табор» (1878)
Роботу над поемою композитор закінчив в грудні 1878 року.
Прем'єра — 4 грудня 1880 року в Празі під орудою відомого диригента Адольфа Чеха (одночасно з поемою «Бланік»).
Склад оркестру: 2 флейти, флейта-пікколо, 2 гобої, 2 кларнети, 2 фаготи, 4 валторни, 2 труби, 3 тромбони, туба, литаври, тарілки, струнні.

### «Бланік» (1876—1879)
Композитор працював над поемою з 1976 року по 9 травня 1879 року.
Прем'єра — 4 грудня 1880 року в Празі під орудою відомого диригента Адольфа Чеха (одночасно з поемою «Табор»).
Склад оркестру: 2 флейти, флейта-пікколо, 2 гобої, 2 кларнети, 2 фаготи, 4 валторни, 2 труби, 3 тромбони, туба, литаври, трикутник, тарілки, струнні.

### Цікаво
Прем'єра симфонічних поем «Табор» і «Бланік» була присвячена 50-річчю виконавської діяльності композитора: 4 жовтня 1830 року шестирічний піаніст дав свій перший концерт.